# Plošková animace
Plošková animace je nejstarší animační technika. Spočívá v skládání jednotlivých snímků z připravených dvourozměrných rekvizit, například obrázků vystříhaných z papíru, nebo tvarů vystříhaných z textilu.
V moderní době se stejným stylem mohou vytvářet animace také pomocí počítačů – místo dvourozměrných předmětů se skládá výsledný snímek ze srovnaných dvourozměrných obrázků.
Z českých tvůrců pracoval s ploškovou animací třeba Karel Zeman (například Čarodějův učeň) nebo Zdeněk Smetana (například Rákosníček).
Ze zahraničních tvůrců používal ploškovou animaci například Terry Gilliam ve svých pracích pro Monty Pythonův létající cirkus. Seriál Městečko South Park, který také používá ploškovou animaci, je zajímavý tím, že první díl byl natočen klasicky, ale pak tvůrci přešli k počítačové animaci a pomocí ní natočili zbylé díly.